# Abu Dhabi Series 2007
Die Tour der sri-lankischen Cricket-Nationalmannschaft gegen Pakistan in der Saison 2007 (auch Abu Dhabi Series 2007) fand vom 18. Mai bis zum 22. Mai 2007 in den Vereinigten Arabischen Emiraten statt. Die internationale Cricket-Tour war Bestandteil der Internationalen Cricket-Saison 2007 und umfasste drei ODIs. Pakistan gewann die Serie mit 2–1.

## Vorgeschichte
Direkt vor der Tour fand der Cricket World Cup 2007 statt, bei dem Pakistan in der Vorrunde ausschied und Sri Lanka im Finale unterlag.
Das letzte Aufeinandertreffen der beiden Mannschaften bei einer Tour fand in der Saison 2005/06 in Sri Lanka statt.

## Stadien
Die folgenden Stadien wurden für die Tour als Austragungsort vorgesehen.
| Stadion                      | Stadt     | Kapazität | Spiele      |
| ---------------------------- | --------- | --------- | ----------- |
| Sheikh Zayed Cricket Stadium | Abu Dhabi | 20.000    | 1. – 3. ODI |

## Kaderlisten
Pakistan benannte seinen Kader am 7. Mai 2007.
Sri Lanka benannte seinen Kader am 10. Mai 2007.
| ODI | ODI |
| Pakistan | Sri Lanka |
| --- | --- |
| - Shoaib Malik (K) - Mohammad Asif (VK) - Abdul Razzaq - Abdur Rehman - Fawad Alam - Iftikhar Anjum - Imran Nazir - Kamran Akmal (wk) - Mohammad Hafeez - Mohammad Sami - Mohammad Yousuf - Najaf Shah - Salman Butt - Shahid Afridi - Umar Gul - Yasir Hameed | - Mahela Jayawardene (K) - Ishara Amerasinghe - Malinga Bandara - Tillakaratne Dilshan - Dilhara Fernando - Sanath Jayasuriya - Prasanna Jayawardene (wk) - Chamara Kapugedera - Kaushal Lokuarachchi - Farveez Maharoof - Lasith Malinga - Ruchira Perera - Chamara Silva - Upul Tharanga - Malinda Warnapura |

## One-Day Internationals

### Erstes ODI in Abu Dhabi
| 18. Mai Scorecard | Abu Dhabi | Sri Lanka 235-9 (50)           | – | Pakistan 239-5 (42) |
|                   |           | Pakistan gewinnt mit 5 Wickets |   |                     |

### Zweites ODI in Abu Dhabi
| 20. Mai Scorecard | Abu Dhabi | Pakistan 313-9 (50)          | – | Sri Lanka 215 (39.5) |
|                   |           | Pakistan gewinnt mit 98 Runs |   |                      |

### Drittes ODI in Abu Dhabi
| 22. Mai Scorecard | Abu Dhabi | Sri Lanka 296-9 (50)           | – | Pakistan 181 (42.5) |
|                   |           | Sri Lanka gewinnt mit 115 Runs |   |                     |

## Statistiken
Die folgenden Cricketstatistiken wurden bei dieser Tour erzielt.
| ODIs               | ODIs       | ODIs    | ODIs    | ODIs    | ODIs    | ODIs    | ODIs    | ODIs    |
| Batting            | Batting    | Batting | Batting | Batting | Batting | Batting | Batting | Batting |
| Spieler            | Mannschaft | Spiele  | Innings | Runs    | Average | HS      | 100s    | 50s     |
| ------------------ | ---------- | ------- | ------- | ------- | ------- | ------- | ------- | ------- |
| Mahela Jayawardene | Sri Lanka  | 3       | 3       | 162     | 54,00   | 83      | 0       | 2       |
| Chamara Silva      | Sri Lanka  | 3       | 3       | 132     | 44,00   | 64      | 0       | 1       |
| Shoaib Malik       | Pakistan   | 3       | 3       | 117     | 58,50   | 79*     | 0       | 1       |
| Salman Butt        | Pakistan   | 3       | 3       | 110     | 36,66   | 74      | 0       | 1       |
| Upul Tharanga      | Sri Lanka  | 3       | 3       | 105     | 35,00   | 48      | 0       | 0       |
| Bowling            |            |         |         |         |         |         |         |         |
| Spieler            | Mannschaft | Spiele  | Overs   | Wickets | Average | BBI     | 5W      | 10W     |
| Farveez Maharoof   | Sri Lanka  | 3       | 26.5    | 6       | 25,83   | 3/65    | 0       | 0       |
| Dilhara Fernando   | Sri Lanka  | 2       | 17      | 5       | 18,20   | 3/20    | 0       | 0       |
| Umar Gul           | Pakistan   | 2       | 13.5    | 5       | 19,80   | 3/61    | 0       | 0       |
| Malinga Bandara    | Sri Lanka  | 2       | 20      | 4       | 31,25   | 3/56    | 0       | 0       |
| Mohammad Asif      | Pakistan   | 3       | 30      | 4       | 40,25   | 2/59    | 0       | 0       |

## Player of the Series
Als Player of the Series wurden die folgenden Spieler ausgezeichnet.
| Serie | Player of the Series             |
| ----- | -------------------------------- |
| ODI   | Mahela Jayawardene Shahid Afridi |

### Player of the Match
Als Player of the Match wurden die folgenden Spieler ausgezeichnet.
| Spiel  | Player of the Match |
| ------ | ------------------- |
| 1. ODI | Shahid Afridi       |
| 2. ODI | Salman Butt         |
| 3. ODI | Dilhara Fernando    |